# Cedric Brooks
Pour les articles homonymes, voir Brooks.
Cedric Brooks, surnommé « Im », est un saxophoniste jamaïcain né en 1943 à Kingston et mort le 3 mai 2013 à New York.
Il passe son enfance en côtoyant le trompettiste Baba Brooks et commence à apprendre la musique. À l'âge de huit ans, il va à l’Alpha Boys' School, et se met à l’apprentissage de la clarinette et du saxophone ténor, qui deviendra son instrument de prédilection. Il s'associe avec David Madden en 1968 et forme The Mystics. Il enregistre So long rastafari calling avec Count Ossie et rejoint The Mystic Revelation of Rastafari en 1974.
Plus tard, il forme "The light of Saba" et sort Cedric Im Brooks & The Light Of Saba.
Lié au Studio One, il est imprégné de tous les courants qui cohabitent aux Caraïbes : mento, rocksteady, free jazz, calypso, funk et nyabinghi. The Light of Saba est un musical afro-caribéen. Cet album est un chapitre de l'histoire musicale de la Jamaïque. Un jazz tirant parfois vers l'afrobeat cher à Fela ou mâtiné tantôt de calypso de percussions latines, de rumba et même de disco, parfois de funk, le tout posant les bases de cette musique qu'est le reggae.
Après la mort de Rolando Alphonso, Brooks rejoint les Skatalites pour plusieurs albums et tournées.